# Pélmonostor
Pélmonostor (a középkorban Baranyamonostor, illetve Majsmonostor néven is szerepel. 1899-ig neve Monostor, horvátul Beli Manastir, szerb Beli Manastir / Бели Манастир, németül Manoster) város és község (járás) Horvátországban, Eszék-Baranya megyében. A szerbhorvát nevének jelentése: fehér kolostor. Baranya horvátországi részének közigazgatási, gazdasági és kulturális központja és legnagyobb települése.

## A község (járás) települései
Pélmonostor mellett Baranyavár (Branjin Vrh), Benge (Šumarina) és Cukorgyár (Šećerana) tartozik hozzá.

## Fekvése
Eszéktől légvonalban 24, közúton 30 km-re északra, Baranyában, a Drávaszög északi részén, a Báni-hegység délnyugati lejtőin, a magyar határ közelében fekszik. Itt halad át az Eszékről Mohácsra menő főút és az Eszékről Pécsre menő vasútvonal. Településrészei: Beli Manastir-Planina, Beljsko naselje, Haljevo, Palača és Sudaraš.

## Története
A település már az őskorban is lakott volt, a feltárások során a plébániatemplom környékén két őskori településréteget is feltártak. Néhány éve a város határában a „Popova zemlja” lelőhelyen az i. e. 4000 körül virágzott starčevói kultúra egyik nagyméretű településének és temetőjének maradványait, köztük sok kerámiát, kő és csonteszközöket találtak. Ugyanitt két, a 2. és 3. századból származó római téglaégető kemence is előkerült. A téglagyár területén, a „Ciglana” lelőhelyen részben kőrézkori, részben bronzkori lelőhelyet tártak fel. A leletek a bádeni kultúrához, valamint a dunántúli mészberakásos kerámiák kultúrájához tartoznak. 1953-ban a kora középkorból származó, 5. századi tárgyakat (fibulákat, keleti gót ékszereket) találtak. Számos őskori régészeti lelet került napfényre a magyar határtól Eszék felé menő autópálya Pélmonostort elkerülő szakaszának építését megelőző leletmentő feltárások során is.
Pélmonostor Pél néven már a középkorban is jelentős település volt. Monostorát a Majs nemzetség építtette a 13. század elején. 1212-ben már biztosan megvolt, mert szerepel a kopácsi birtok határleírásában. Első írásos említése 1227-ben „Abbati Sancti Michaelis de Brana, quod est monasterium Moyz” alakban történt II. Andrásnak abban az oklevelében, melyben a Mátyás fia Pál és a baranyai várjobbágyok közötti per elintézését helyben hagyja. IV. Béla 1253-ban Balog Miklós étekfogómesternek ajándékozta, majd veje, Lőrinc nádor fia Kemény kapta meg a szársomlyói uradalommal együtt IV. László királytól. Apátját csak 1280 körül említik. A Pél név 1270-ben nemesi névben „Mour filius Mathye de Pel” formában bukkan fel, de már a pécsváradi apátság alapítólevelében felsorolt falvak között is található egy „Pol” nevű falu, mely azonos lehet Péllel. A monostor 1289-ben Szársomlyó várának tartozéka volt. A 15. században eleinte a Monostori családé, majd 1439-ben Monostori László magtalan halála esetére a király a Garaiaknak adta, de ennek ellenére 1448-ban Bucsányi Osvátnak adta zálogba. Emiatt a Garaiak és a Bucsányiak perre mentek, melyben a király a Garaiak javára döntött. 1492-ben zálogként már Corvin János kezén találjuk, de még ebben az évben Turóczi Györgyé lett. 1494 és 1499 között a bajnai Both család birtoka volt. Ezután 1503-ban és 1507-ben is a monostori Zalay és Verebélyi családé volt. A monostor valószínűleg a török harcokban pusztult el, köveit 1776-ban nagyrészt a népes település új templomának építéséhez használták fel. Maradványai még a Lojmiron láthatók. A település 1591-ben „Monostor” néven 25 adózóval szerepel a török adókönyvben, a nevek alapján tiszta magyar lakossággal.
A térség 1687-ben szabadult fel a török uralom alól, de a település a harcok során valószínűleg elnéptelenedett. A Rákóczi-szabadságharc során a kurucok és rác martalócok is pusztították. 1711 után kezdett nőni számottevően a lakosok száma a településen, amikor a törökök elől menekülő szerbek települtek itt le. 1723-tól kezdtek betelepülni a német családok. 1728-ban Monostoron 15 szerb és 22 német család élt. Már az 1733-as egyházlátogatás iratában is találunk információt viszonylag kis lélekszámáról, részben katolikus, részben ortodox vallású lakosairól. A katolikusok akkor a lőcsi plébániához tartoztak. 1738-ban Monostornak fonott, fából készült, sárral tapasztott temploma volt, melyet Szent Márton püspöknek szenteltek. 165 lakos, 30 házaspár élt ekkor itt. Tanítója Honstor János volt. A tanító jelenléte ekkoriban még elég ritka volt, német neve a közben betelepített német ajkú lakosságról tanúskodik. Amikor Klimo pécsi püspök 1757-ben ellátogatott ide dicsérte a német embereket, akik a 18. század eleje óta éltek a faluban. Ekkor már 406 lakos vagy 80 házaspár élt itt. A baranyavári plébániatemplom egyházlátogatása során 1782-ben feljegyezték, hogy a monostori gyülekezet 8 évvel azelőtt szilárd anyagból épült és Szent Mártonnak szentelt templomot épített. A tanítót Trichler Fülöpnek hívták, aki 45 éves, jó tanító és jó orgonista. A templom 1774-es megáldása alkalmával földterületet különítettek el az új temető számára, mivel a régi a templom körüli már alkalmatlan volt. 1852-ben Monostor önálló plébániává vált, a következő évben pedig megépült a plébániaház, ami már a település nagyarányú fejlődésének a jele volt. A plébánia, az iskola, a vasút, az út és egyéb járulékos létesítmények megépítésével Monostor a népesség és a jelentőség szempontjából megelőzte Baranya más településeit és Baranya déli részének központjává vált. A magyarság mellett németek, horvátok és szerbek egyaránt éltek ezen a helyen. 1902-ben az addigi Monostor név elé a többi, hasonló nevű településtől megkülönböztetésül a középkori eredetű Pél- előtagot ragasztották.
1910-ben  2447, többségben német (61,1%) lakosa volt, jelentős szerb (19,5%) és magyar (18,1%) kisebbséggel. A trianoni békeszerződésig Baranya vármegye Baranyavári járásához tartozott. A település az első világháború után az új szerb-horvát-szlovén állam, majd később (1929-ben) Jugoszlávia része lett. A második világháború végén a német lakosság nagy része elmenekült a partizánok elől. Az itt maradtakat a kommunista hatóságok kollektív háborús bűnösökké nyilvánították, minden vagyonuktól megfosztották és munkatáborba zárták. Az albertfalvi munkatáborba hurcoltak között volt Klein Tivadar pélmonostori katolikus plébános, akit ott – bosszúból a szerb pópa haláláért – válogatott kínzások közepette öltek meg. Az életben maradtakat később Németországba és Ausztriába telepítették ki. 1946-ban az ország más részeiről, a Muraközből, a Zagorjéból, Dalmáciából és a Tengermellékről szállítottak ide teljesen elszegényedett horvát családokat, akik megkapták az elűzött németek házait. A település 1961-ben városi rangot kapott. 1991. augusztus 21-én elfoglalták a Baranyát megszálló szerb csapatok. A nem szerb lakosságot elűzték, katolikus temploma, házai súlyosan megsérültek. Az elűzöttek házaiba szerb menekülteket költöztettek. A horvát menekültek csak 1997-ben térhettek vissza. 2002-ben a község 10 896 lakosából 6085 horvát, 2920 szerb, 933 magyar, 153 cigány, 87 szlovén, 45 albán, 22 bosnyák volt. 2011-ben a városnak 8049, a községnek összesen 10 068 lakosa volt.

## Népessége
| Lakosság változása | Lakosság változása | Lakosság változása | Lakosság változása | Lakosság változása | Lakosság változása | Lakosság változása | Lakosság változása | Lakosság változása | Lakosság változása | Lakosság változása | Lakosság változása | Lakosság változása | Lakosság változása | Lakosság változása | Lakosság változása |
| ------------------ | ------------------ | ------------------ | ------------------ | ------------------ | ------------------ | ------------------ | ------------------ | ------------------ | ------------------ | ------------------ | ------------------ | ------------------ | ------------------ | ------------------ | ------------------ |
| 1857               | 1869               | 1880               | 1890               | 1900               | 1910               | 1921               | 1931               | 1948               | 1953               | 1961               | 1971               | 1981               | 1991               | 2001               | 2011               |
| 1.393              | 1.532              | 1.475              | 1.584              | 1.612              | 2.306              | 2.892              | 3.093              | 3.191              | 3.520              | 4.804              | 7.206              | 9.118              | 10.146             | 8.671              | 8.049              |

## Gazdaság
Jelentős az alkohol, az ecet, a keményítő, valamint a PVC termékek gyártása. Fejlett a malomipar és a téglagyártás. A mezőgazdasági ágazatok közül a legjelentősebb a szőlőtermesztés.

## Közlekedés
2018. december 9-től Magyarbólyból naponta közlekednek vonatok Pélmonostorra.

## Nevezetességei
- A középkori monostor romjai a Lojmir helyen találhatók. A monostort a 13. század elején építtette a Majs nemzetség, ezért egykor Majsmonostorának is nevezték. A török háborúkban pusztult el. Romjai 1883 óta láthatók.[13]
- Szent Mártonnak szentelt plébániatemploma[14] 1777-ben épült barokk stílusban. Egyhajós épület négyszögletes szentéllyel. 1992-ban a várost megszálló szerbek felgyújtották.  A templom tető nélkül maradt, a harangtorony megsemmisült. A tornyot borító rézlemez és a harang maradványait a romák fémhulladékként adták el. 1999-ben teljesen újjáépítették.
- Szent Mihály főangyal tiszteletére szentelt szerb pravoszláv temploma[15] 1771-ben épült késő barokk stílusban. Négyszög alaprajzú épület félköríves apszissal. Ikonosztáza a 18. század második felében épült, 44 ikonjának többsége 1772-ben készült. Berendezésének nagy része a 19. század második feléből való, klasszicista stílusú. Liturgikus tárgyai körül a legértékesebb egy 1781-ben Moszkvában nyomtatott evangélium. A templom előtt egy ortodox kereszt található. A parókia épülete 1904-ben épült.
- A Baranyai Örökségek Néprajzi Központját 2016-ban alapították. A helyén 1951-től 1986-ig óvoda volt. Az óvoda megszüntetése után, egészen a központ felújításáig, az épületben családok laktak. A központ állandó kiállítása bemutatja a Baranya térségében élő etnikai csoportok anyagi és szellemi kulturális örökségét a 19. század végétől a 20. század közepéig. A kiállítás célja, hogy négy tematikus egység révén kiemelje a tradicionális kultúra gazdagságát, hogy ösztönözze annak megőrzését és fenntarthatóságát.
- A cukorgyár területén megőrzött gőzmozdonyt 1900 körül gyártották Budapesten, a MÁVAG gyárban (Magyar Királyi Államvasutak Gépgyára). Ez az egyik legrégibb, ma is meglevő mozdony Horvátországban. Fő feladata a teher- és személyszállító vonatoknak a helyi vonalakon, azaz rövidebb távolságon történő vontatása volt. Ezeknek a MÁV 377-es gőzmozdonyoknak a gyártását 1950-ben befejezték. Az utolsó kettőt az 1970-es évekig működtették a pélmonostori cukorgyárban.
- A Đuro Đaković 343-as számú gőzmozdony és a három személyszállító kocsi az egyetlen megmaradt része a bellyei vasút korábbi gördülőállományának. Az ipari vasút a mezőgazdasági majorokat kapcsolta össze a mezőgazdasági alapanyagok feldolgozására szolgáló gyárakkal. A keskeny nyomtávú háromtengelyes mozdonyt 1952-ben gyártották Bródban a Đuro Đaković gyárban. A mozdony fő célja az ipari létesítményekben és bányákban történő vontatás volt. A négytengelyes kocsik felépítménye fából készült, fém tetővel, nagyon szerény felszereléssel, elektromos berendezés nélkül. A fapadokat hosszirányban a kocsi mindkét belső oldalán helyezték el. A kocsik elülső oldalán üvegezett ajtók találhatók, mindkét oldalon pedig hat ablakuk van.
- A Fordson F modell az első traktor, amelyet 1923-ban akkor állami tulajdonú „Belje” cég a Fordson társaságtól, a Detroitban található gyárból vásárolt. Az F modell az első traktor, amelyet alváz nélkül gyártottak monoblokkban. Noha a traktort elsősorban szántásra szánták, hajtásként csépléshez, malmok hajtásához és takarmány aprítására is használták.
- A város nagy ünnepe november 11., Szent Márton napja.

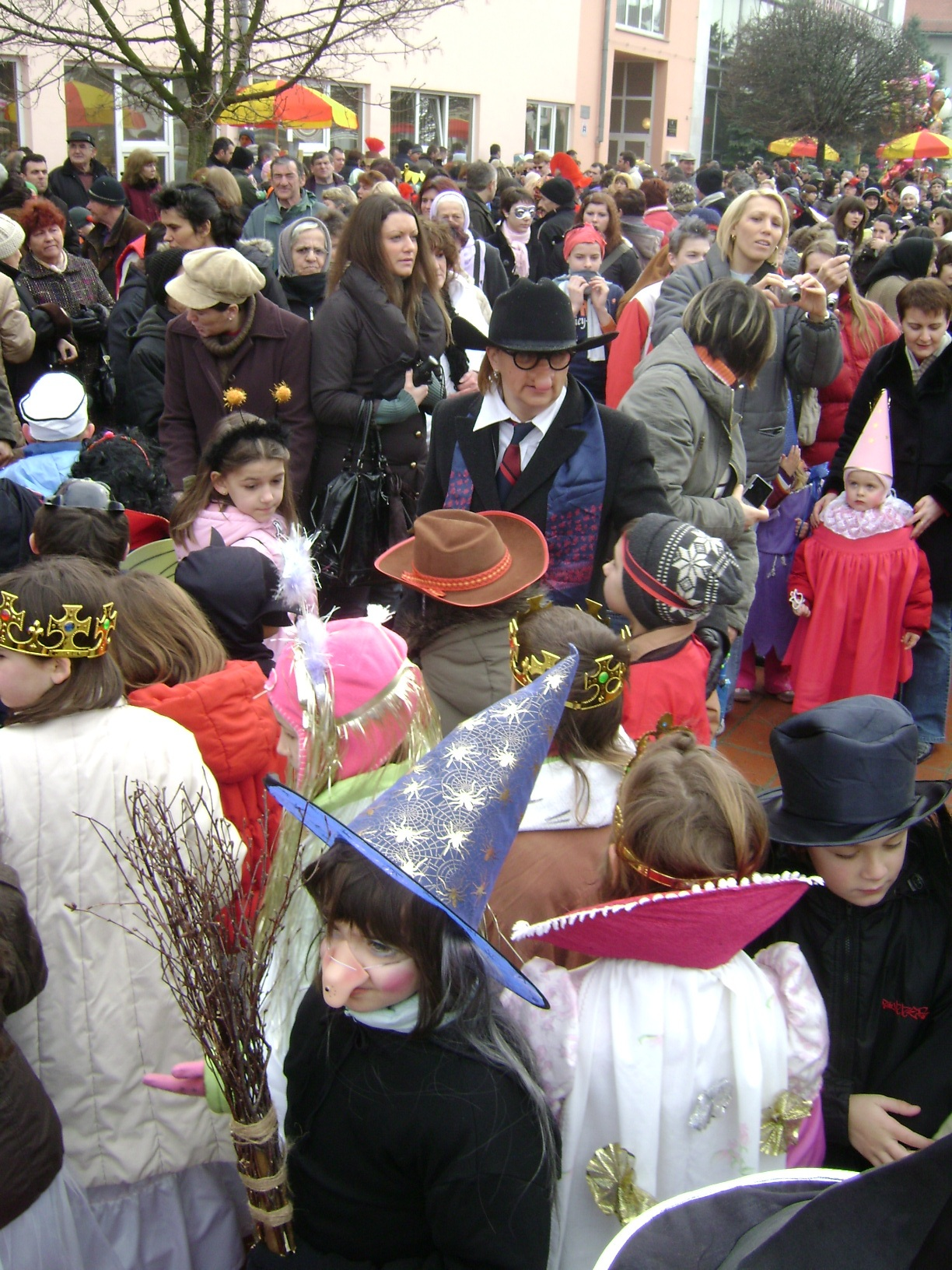
Farsangi karnevál

## Kultúra
- A Pélmonostori Városi Színház az egyetlen színház, amely a városban és a horvátországi Baranyában működik. A színház, mely az 1929 óta fennálló városi színjátszás hagyományainak folytatója, 2006. április 1-jén kezdte meg működését.
- A Pélmonostori Városi Könyvtár az egyetlen működő közkönyvtár, amely egyben a Horvátországi Magyarok Központi Könyvtárának státuszát is viseli. Fő feladata egyikének számít az olvasásra való ösztönzés, ennek megfelelően, minden iskolaév elején minden általános és középiskolás első osztályos diák Pélmonostor városa területén ingyenes könyvtári tagságban részesül.
- A HKUD Beli Manaštir horvát kulturális és művészeti egyesületet 1995-ben alapították. Körülbelül 75 aktív tagból áll, akik egy gyermektánccsoportban, egy reprezentatív táncegyüttesben és egy veteráncsoportban, valamint egy zenekari és egy énekkari szekcióban működnek. Céljuk nagyszüleik folklór hagyományainak ápolása, valamint a fiatalok kulturális és művészeti munkára nevelése.
- A SKUD „Jovan Lazić” szerb kulturális és művészeti egyesületet 1947-ben, még Radničko néven alapították. Mai nevét 1998 óta viseli. Célja a baranyai szerb kultúra, hagyományok, népdalok, néptáncok őrzése.
- Az SKD „Prosvjeta” szerb kulturális egyesületet 1944-ben alapították Glinán. A városban helyi szervezete működik.
- A Pélmonostori Magyar Kultúregyesület 1997-ben alakult. Célja a helybéli magyarság megszervezése, Pélmonostor város kulturális örökségének, valamint a Drávaszög népszokásainak és hagyományainak ápolása és megőrzése. Az egyesület keretein belül működik egy asszonykórus, gyermek- és ifjúsági tánccsoport, hagyományőrző csoport, továbbá a legkisebbek örömére játszóház.
- A Magyar Katolikus Nőegyesületet 2000-ben alapították, amatőr művészeti szekciót és könyvtárat működtetnek. Évente több különböző témájú kiállítást, előadást és egyéb, a magyar kultúrával kapcsolatos rendezvényt szerveznek.
- „Đelem đelem” városi roma kulturális egyesület

## Oktatás
Óvodák
- „Cvrčak" óvoda

Általános iskolák
- „Dr. Franjo Tuđman” általános iskola
- Šećerana (Cukorgyári) általános iskola

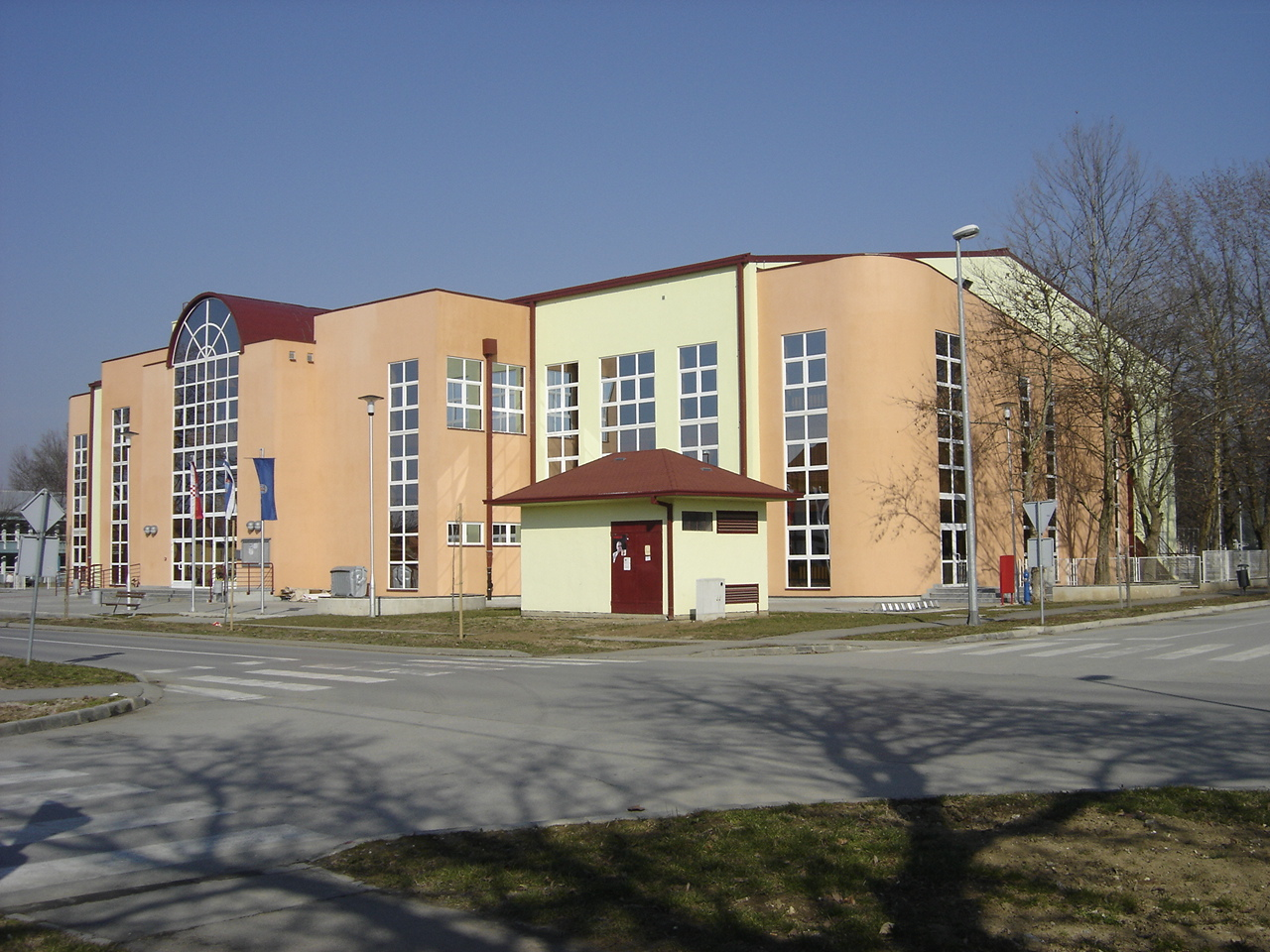
A városi sportcsarnok épülete

- Zeneművészeti általános iskola

Középiskolák
- Pélmonostori gimnázium
- Egyes számú középiskola
- Kettes számú középiskola

## Sport
Az NK Šparta Beli Manaštir labdarúgóklubot 1924-ben alapították. Az első alapított sportklub volt a horvát Baranya területén. Az 1980-as években a klub rendkívül erős harmadik ligás csapat volt, egyben rendszeres résztvevője a második liga kvalifikációjának. 1998-ban felfüggesztette működését, melyet 16 év után 2014-ben újított fel.

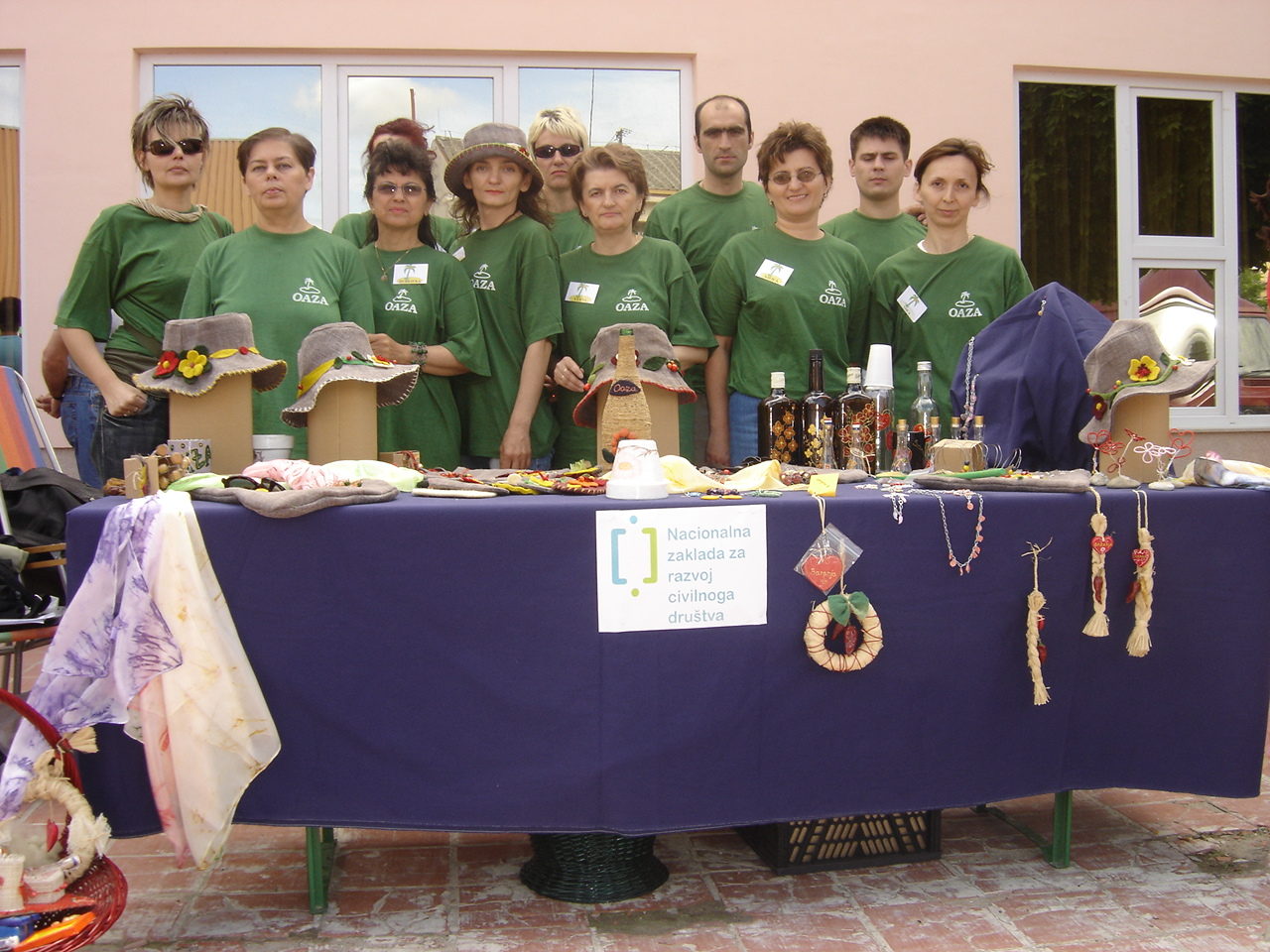
Az Oaza vásári csapata

## Egyesületek
- „Giordano Bruno” asztronómiai egyesület
- A poszttraumás stressz rendellenességtől szenvedő horvát veteránok baranyai egyesülete
- Baranyai polgári centrum
- Horvátországi Magyarok Demokratikus Közösségének városi egyesülete
- Hrvatska žena nőegyesület
- Naša djeca egyesület
- „Baranjsko srce” rokkantak egyesülete
- „Baranja-film” fotó és moziklub
- Horvát Vöröskereszt városi szervezete
- „Pitagora” informatikai klub
- Matica Hrvatska városi szervezete
- Oaza békecsoport a baranyaiak életminőségének javításért
- Antifasiszta harcosok városi szervezete
- „Most” ifjúsági egyesület
- „Alerga” allergiások és légzési problémával küzdők egyesülete
- Romák városi egyesülete
- „Luna” romabarát egyesület
- Baranyai történész egyesület

## Testvértelepülések
- Mohács, Magyarország
- Dunaszekcső, Magyarország
- Lánycsók, Magyarország